# Dmitriy Fofonov
Dmitri Aleksandrovitch Fofonov - en russe : Дмитрий Александрович Фофонов et en anglais : Dmitry Fofonov - est un coureur cycliste kazakh né le 15 août 1976 à Almaty. Professionnel de 1999 à 2012, il a notamment été champion du Kazakhstan et d'Asie sur route en 2009. Il est actuellement directeur sportif de l'équipe Astana.

## Biographie
Dmitriy Fofonov devient professionnel en 1999 chez Collstrop après y avoir été stagiaire à la fin de la saison 1998.
En 2000, il court pour l'équipe française Besson Chaussures et après 1998, il devient pour la deuxième fois champion du Kazakhstan de vitesse sur piste. En 2001, il rejoint l'équipe Cofidis.
En 2004, il participe pour la première fois au Tour de France. Lors de la 18e étape, il parvient à se glisser dans la bonne échappée. Il termine troisième de l'étape à onze secondes du vainqueur Juan Miguel Mercado. En 2006, il signe avec l'équipe ProTour Crédit agricole. 
En 2008, il remporte au cours d'un sprint à trois la 7e et dernière étape du Critérium du Dauphiné libéré. A l'arrivée à Grenoble, il s'impose devant le Belge Jurgen Van de Walle (Quick Step) et le Russe Yuri Trofimov (Bouygues Telecom). C'est sa première victoire depuis six ans et la saison 2002.
Durant le Tour de France 2008, il fait l'objet d'un contrôle antidopage positif à l'heptaminol lors de la 18e étape. La ligue nationale de cyclisme l'a suspendu trois mois. Il peut courir à nouveau en avril 2009. Il ne trouve cependant pas d'employeur, mais il obtient néanmoins de bons résultats. Il devient notamment champion du Kazakhstan au mois de juin, puis champion d'Asie sur route en août.
Il rejoint l'équipe Astana pour les saisons 2010 à 2012. Comme son leader Vinokourov, il prend sa retraite à l'issue de la saison 2012. Il devient directeur sportif chez Astana. En 2016, il est nommé directeur sportif de la formation Astana à la place de Giuseppe Martinelli.
Dmitri Fofonov vit dans la commune de Chamalières où il s'est installé alors qu'il était amateur à Saint-Étienne avec Alexandre Vinokourov.

## Palmarès sur route et classements mondiaux

### Palmarès
- 1997
  - 2e du championnat du Kazakhstan sur route
- 1998
  - Tour de Chine
  - 15e étape de la Commonwealth Bank Classic
  - 2e de la Flèche namuroise
  -  Médaillé d'argent du contre-la-montre aux Jeux asiatiques
- 1999
  - 2e du championnat du Kazakhstan sur route
  - 3e du Stadsprijs Geraardsbergen
- 2000
  -  Champion du Kazakhstan du contre-la-montre
  - 2e de Zellik-Galmaarden
  - 3e du Grand Prix de Lillers
  - 3e du Prix des blés d'or
- 2002
  - 7e étape du Tour de Catalogne
- 2004
  - 2e du Tour du Haut-Var
  - 2e du Grand Prix de Fourmies
  - 4e du Championnat de Zurich
- 2006
  - 3e étape du Tour méditerranéen (contre-la-montre par équipes)
- 2008
  - 7e étape du Critérium du Dauphiné libéré
- 2009
  -  Champion d'Asie sur route
  -  Champion du Kazakhstan sur route
  - 3e étape du Tour du Loir-et-Cher
  - 3e du Tour du Japon
  - 3e du Tour de Kumano

### Résultats sur les grands tours

#### Tour de France
5 participations
- 2004 : 87e
- 2007 : 26e
- 2008 : 19e, exclu de son équipe à la fin de la dernière étape après un contrôle antidopage positif lors de la 18e étape
- 2011 : 103e
- 2012 : 63e

#### Tour d'Italie
1 participation
- 2005 : 89e

#### Tour d'Espagne
5 participations
- 2001 : 57e
- 2002 : 78e
- 2003 : 105e
- 2006 : 32e
- 2010 : 57e

### Classements mondiaux
| Année              | 2006 | 2007 | 2008 | 2009 | 2010 | 2011 | 2012 |
| ------------------ | ---- | ---- | ---- | ---- | ---- | ---- | ---- |
| Classement ProTour | 164e |      |      |      |      |      |      |
| UCI World Tour     |      |      |      |      |      |      | 219e |
| UCI Asia Tour      |      |      |      | 4e   |      |      |      |
| UCI Europe Tour    |      |      |      | 593e |      |      |      |

## Palmarès sur piste
- Champion du Kazakhstan de vitesse en 1998 et 2000